# Hampala lopezi
Hampala lopezi é uma espécie de Actinopterygii da família Cyprinidae.
Apenas pode ser encontrada nas Filipinas.